# Спогади Шерлока Холмса
«Спо́гади Ше́рлока Хо́лмса» (інколи — «Запи́ски Ше́рлока Хо́лмса» або «Спогади про Шерлока Холмса») — збірка з 12 (в американському видавництві — 11) детективних оповідань шотландського письменника Артура Конана Дойла, що вийшла 1894 року.

## Розповіді
| №  | Оповідання              | Оригінальна назва                              | Час            | Сюжет | Примітки |
| -- | ----------------------- | ---------------------------------------------- | -------------- | --- | --- |
| 1  | Звіздочолий             | англ. The Adventure of Silver Blaze            | 1888           | Близько стійла коня по кличці «Срібний» знайдено мертвого тренера, сам кінь, що повинен скоро брати участь у змаганнях, безслідно зник. | В англійських виданнях за цією розповіддю слідує «Картонна коробка», перенесена в американських виданнях до збірки «Його прощальний уклін» |
| 2  | Картонна коробка        | англ. The Adventure of the Cardboard Box       | 1888           | Жінка похилого віку отримує бандероль — ящик із двома відрізаними людськими вухами. | |
| 3  | Жовте обличчя           | англ. The Adventure of the Yellow Face         | 1888           | Англієць дізнається, що дружина від нього потайки ходить в будинок, де живе хтось з жовтим обличчям. | Один з небагатьох випадків, коли припущення Холмса не зовсім відповідають дійсності                                                        |
| 4  | Пригоди клерка          | англ. The Adventure of the Stockbroker's Clerk | 1889           | Клерка беруть в хороший банкірський будинок, але несподівано невідома фірма пропонує йому абсолютно неймовірну зарплату і "перекуповує"його. Він підозрює, що два представлені близнюки-керівники контори, — одна й та ж людина, бо в них одна й та сама пломба на однаковому місці.      | |
| 5  | Глорія Скотт            | англ. The Adventure of the Gloria Scott        | 1875, вересень | Молодий Холмс і його однокурсник по коледжу їдуть в маєтку батька останнього. Протягом кількох днів до батька приїжджає його давній знайомий. Гість живе в будинку деякий час і лякає сина, а потім батько виганяє гостя з дому. Згодом батько отримує попереджувальну записку від гостя. | За словами Холмса — його перша справа. |
| 6  | Обряд родини Масґрейвів | англ. The Adventure of the Musgrave Ritual     | 1879           | Колишній знайомий Холмса по коледжу Месгрейвів звертається до нього з приводу загадкових подій, що відбуваються в його замку. | За словами Холмса — його третя справа. |
| 7  | Рейґетська загадка      | англ. The Adventure of the Reigate Squire      | 1887 (?)       | Заради відновлення здоров'я Ватсон відвозить Холмса в Суррей, де в будинках двох ворогуючих сімейств відбуваються злочини, в результаті яких вбито кучер, службовець у поміщиків — батька та сина. Холмс вивчає знайдений краєчок записки, знайдений у руці вбитого.                      | |
| 8  | Горбань                 | англ. The Adventure of the Crooked Man         | 1883, квітень  | Убито полковника з гарною дружиною, що служив в Індії. Поруч бачили горбаня. | Холмс вперше вимовляє «Елементарно». |
| 9  | Постійний пацієнт       | англ. The Adventure of the Resident Patient    | 1881, жовтень  | Лікар, якому меценат купив будинок і практику під умовою постійного обслуговування, отримує нового клієнта — деякого російського дворянина, новина про якого дуже лякає мецената. | |
| 10 | Грек-перекладач         | англ. The Adventure of the Greek Interpreter   | 1888           | Перекладача-грека змушують перекладати для людини з пластиром на обличчі, а потім залякують його, що б він мовчав, інакше йому загрожує смерть. | Перша поява Майкрофта Холмса |
| 11 | Морський договір        | англ. The Adventure of the Naval Treaty        | 1888           | Друг Ватсона по коледжу, співробітник британського МЗС, хворобою прикутий до ліжка, просить його допомоги у зв'язку з пропажею важливого документа — оригіналу таємного договору між Англією та Італією.                                                                                  | |
| 12 | Остання справа Холмса   | англ. The Adventure of the Final Problem       | 1891           | Фінальна сутичка Холмса і професора Моріарті на Рейхенбахському водоспаді. | Один з небагатьох випадків, коли детектив залишає Велику Британію.                                                                         |